# Petroica vinàcia
La petroica vinàcia (Petroica rosea) és un ocell de la família dels petròicids (Petroicidae).

## Hàbitat i distribució
Habita els boscos orientals d'Austràlia, des del sud-est de Queensland, a l'ample de l'est i sud-est de Nova Gal·les del Sud i Victòria fins al sud-est d'Austràlia Meridional.